# فارقلیط
فارَقلیط یا پارکلیت ((به یونانی: παράκλητος),(به لاتین: paracletus)) به مَعنای تسلی بخش و یاری دهنده است. در نوشته‌های مسیحیان بیشتر به عنوان لقبی برای روح‌القدس دانسته می‌شود.

## ریشه‌شناسی واژه
فارقلیط از زبان یونانی (پاراکلتوس یا parakletos) گرفته شده‌است که به معنای «کسی است که دلداری می‌دهد-تسلی بخش» یا «کسی که میانجی گری می‌کند و شفاعت کننده» است. ریشه این واژه از دو بخش پارا (فرا)+کالین (خوان) تشکیل شده‌است و معنای تحت اللفظی آن در پارسی «فراخوان» است. پاراکلیت بازتابی از واژهٔ عبری «مناهم» (به عبری: מְנַחֵם) به معنای تسلی دهنده‌است. برپایهٔ فرهنگ واژگان یونانی -انگلیسی عهد جدید و دیگر نوشته‌های مسیحی نخستین ولتر بویر :معنی تکنیکی 'وکیل' نادر است. این واژه چند بار در عهد جدید، به عنوان لقبی برای روح القدس آمده‌است که در مبحث روح القدس‌شناسی مسیحی و تثلیث الهی، استفاده می‌شود.

## در یهودیت
فیلون چندین بار واژهٔ فارقلیط را برای سخن گفتن دربارهٔ انسان‌های میانجی‌گر بکار می‌برد. این واژه سپس از یهودیت هلنیستی به ادبیات خاخامی راه می‌یابد. این واژه در هفتادگانی یاد نشده‌است. برای بازگردانی واژهٔ عبری מְנַחֵם مناهم تسلی بخش و מליץ יושר ملیتز یوشر از واژگان دیگری بهره برده شده‌است.

## در مسیحیت
این واژه به ویژه در انجیل یوحنا ذکر شده‌است (۱۴:۱۶، ۱۴:۲۶، ۱۵:۲۶، ۱۶:۷٬۲۰:۲۲) که در پارسی می‌تواند :مشاور، یاری رس، دلداری دهنده" ترجمه شود. کلیسای قدیم پارکلیت، را روح القدس می‌دانست (اعمال۱:۵، ۱:۸، ۲:۴، ۲:۳۸) و مسیحیان هنوز این نام را برای روح القدس بکار می‌برند.
در ۱ یوحنا ۲:۱ «پارکلیت» را برای تشریح نقش میانجی‌گری عیسی مسیح بکار می‌رود؛ و در یوحنا ۱۴:۱۶ عیسی می‌گوید: «پارکلیت دیگری» برای یاری حواریونش خواهد آمد. از اینجا برمی آید که عیسی خود پارکلیت نخست است.
در متی ۱۲–۳:۱۰ و لوقا ۱۷–۳:۹، یحیی تعمید دهنده می‌گوید که شخص قوی پس از او خواهد آمد که «شما را با روح القدس و آتش آن تعمید می‌دهد». چنگال پاک گرش، دستانش است. او خرمن اشکوب خود را صاف می‌کند. او گندم خود را به انبار می‌دهد، کاه را با آتش فروننشاندنی می‌سوزاند."
آیاتی مانند این را اغلب مسیحیان در تثلیث الهی خود برای توصیف اینکه چگونه خداوند بر جهان آشکار می‌شود و نقش خداوند در رستگاری، بکار می‌برند.
بنابر اصول تثلیث، پارکلیت یا روح القدس، شخص سوم تثلیث است که به همراه موارد دیگر، هدایت و تسلی و حمایت را برای مردم تأمین می‌کند. القاب دیگر روح القدس ازین قرارند: «روح الحق» (روان راستی)، روح روشن قادرالمطلقیت خدا، نفس القدس (دم پاک)، نفس قادر مطلق، دهندهٔ حیات، خداوندگار بخشش (رب‌الرحمه)، یاور، تسلی بخش، مشاور و حامی.
برخی از مسیحیان قدیم شاید باور داشته‌اند که خود عیسی پس از مرگ پیش پیروانش به عنوان روح و یاور بازگشت تا با ایشان سکنی گزیند.
رنه جرارد، انسان‌شناس/فیلسوف مسیحی استدلال می‌کند که پارکلیت باید این چنین ترجمه شود: وکیل مدافعی که از بشر در برابر یورش اهریمن، دفاع می‌کند.

## فارقلیط در اسلام
از همان آغاز اسلام در سدهٔ ۷ میلادی برخی از مسلمانان، محمد را فارقلیط موعود مسیح می‌دانستند. ابن اسحاق نخستین تاریخ‌نگار اسلام، با گزارش انجیل یوحنا Munahhemana را واژه ای سریانی برای محمد می‌داند که در یونانی پاراکلیت است.
آیهٔ قرآنی که مسلمانان به آن ارجاع می‌دهند از سوره صف آیه ششم این است.
و آنگاه که عیسی پسر مریم گفت: ای پسران اسرائیل! من فرستاده خداوند بر شمایم، تا تورات پیش از من را تصدیق کنم و مژده دهم شما را به پیامبری که پس از من خواهد آمد؛ که نامش احمد است؛ ولی آنگاه که او با نشان‌های روشن می‌آید، آنان می‌گویند که این جادویی آشکار است.
نویسندگان مسلمانان همانندی میان واژهٔ پاراکلتوس (paraclutos, παράκλητος) به معنای دلداری دهنده و پریکلوتوس (periclutos, περικλυτος) به معنی برگزیده یافته‌اند، و پریکلوتوس را با واژه احمد، نام دیگر محمد در قرآن ترجمه و تطبیق می‌دهند.
محمد کاظم شاکر دلیل این تطابق را در برابری شمار بندواژه‌های همخوان در زبانهای سامی می‌داند.
مسلمانان هم چنین باور دارند که محمد میانجی یا شفیع در روز جزاست؛ و او را «شفیع هذه الامه» (میانجی‌گر این امت) می‌نامند.
مسیحیان پس از اسلام هنگامیکه به این آیات رسیدند فارقلیط را بمعنی پاراکلتوس، که بمعنی تسلی دهنده است و بر روح القدس گفته می‌شود ترجمه کردند تا بشارت ظهور محمدی را محو نمایند. لکن می‌توان به ادله متعددی ثابت کرد که فارقلیطا، روح القدس نیست بلکه همان پیامبر موعود است که محمد باشد و نظریه علمای مسیحی مردود است زیرا آیات نقل شده بشارت از ظهور کسی پس از عیسی مسیح می‌دهد که:
الف) آمدن او مشروط به رفتن مسیح بوده و آمدن روح القدس مشروط به چنین شرطی نبوده‌است زیرا روح القدس بارها قبل از آن به حضور عیسی رسیده و پیام الهی آورده‌است و اگر چنین باشد سخن عیسی نقض خواهد شد که گفت تا من باشم او نخواهد آمد.
ب) او پارقلیطای دیگری است که برای همیشه و تا انقراض جهان شخصیت و آئین اش بر بشریت حکومت می‌کند. اگر پارقلیطا روح القدس باشد پارقلیطای دیگر روح القدس دیگر است و این مطلب اعتقادات خود مسیحیان را زیر سؤال می‌برد که می‌گویند خدا در سه جزء پدر و پسر و روح القدس جلوه گر است؛ زیرا عده اقانیم را از ۳ به ۴ و بیشتر افزایش می‌دهد و این خود مخالف تثلیث مورد ادعای آنهاست.
ج) وی دربارهٔ مسیح شهادت داده او را تصدیق خواهد کرد. اگر روح القدس باشد لازم می‌آید که او بر افرادی غیر از انبیاء الهی هم نازل شود و اینکه او آئین مسیح را تکمیل و ناگفته‌های او را بیان خواهد نمود و جلال و شکوه خواهد بخشید به بداهت عقل واضح است که تکمیل آئین مسیح بر عهده پیامبران است نه روح القدس که از ملائکه است و اگر قرار بود روح القدس این وظیفه را انجام دهد دیگر چه نیازی به هر کدام از انبیاء الهی بود.
د) روح القدس رئیس جهان نیست زیرا ریاست معنوی و روحانی بعهده انبیاء است و روح القدس بر مردم نازل نمی‌شود، تا مردم را به چیزی ملزم و از چیزی بازدارد.
البته مسلمانان به موضوع و روح‌القدس با جهان‌بینی اسلامی نگاه می‌کنند که این نوع جهان‌بینی مورد پذیرش مسیحیان نیست.

### نظر مسیحیان دربارهٔ دیدگاه مسلمانان
مسیحیان دلایلی را می‌آورند که نشان بدهند فارقلیط پیامبر اسلام نیست:
یک. در یوحنا فصل ۱۴ آیات ۱۶–۱۷ می‌خوانیم که عیسی می‌گوید:”من از پدرم درخواست خواهم کرد تا پشتیبان و تسلی بخش دیگری به شما عطا نماید که همیشه با شما بماند. این پشتیبان و تسلی بخش همان روح القدس است که شما را با تمام حقایق آشنا خواهد کرد. ”
همان‌طور که قبلاً ذکر شد، نقل قول یک آیه از کتاب مقدس به‌طور ناقص یا بدون در نظر گرفتن کل متن، غالباً مفهومی کاملاً اشتباه را به دست می‌دهد؛ مثلاً حذف آیه ۱۷ از فصل ۱۴ انجیل یوحنا، می‌تواند به این تصور دامن بزند که مقصود مسیح از «تسلی دهنده دیگر» شاید پیشگویی ظهور پیامبر جدید باشد. در حالی که در آیه هفدهم به روشنی به روح القدس اشاره گردیده‌است.
فصل‌های چهاردهم تا شانزدهم انجیل یوحنا دربارهٔ عملکرد روح القدس در زندگی ایمانداران مسیحی می‌باشد و هرگز دربارهٔ پیامبر دیگر اشاره و پیشگویی نشده‌است.
دو. در بیش از شش هزار نسخه دست‌نویس یونانی از عهد جدید، مطلقاً حتی یک نسخه دست‌نویس وجود ندارد که به واژه ای غیر از تسلی دهنده یا مدافع نوشته شده باشد.
سه. تسلی دهنده که عیسی وعده داده بود می‌بایست همیشه با شاگردان و ایمانداران مسیحی بماند (آیه ۱۶)، ولی اکنون سیزده قرن است که محمد مرده‌است؛ بنابراین او ویژگی خاص این تسلی دهنده را نداشت.
چهار. عیسی به شاگردانش گفت:”شما تسلی دهنده را می‌شناسید”، ولی شاگردان مسیح، پیامبر اسلام را نمی‌شناختند و نمی‌توانستند بشناسند، زیرا او شش قرن بعد به دنیا آمد. عیسی هم چنین به شاگردانش گفت که تسلی دهنده در شما خواهد بود. محمد نمی‌توانست در شاگردان مسیح باشد، زیرا آنان ششصد سال قبل از او زندگی می‌کردند و اطلاعی از او نداشتند.
پنج. عیسی به صراحت تأکید کرد که تسلی دهنده «به نام من» یعنی به نام عیسی فرستاده خواهد شد. با این توصیف، هیچ مسلمانی این را قبول ندارد که محمد توسط عیسی و به نام عیسی فرستاده شده باشد.
یکی از رسالت‌های تسلی دهنده این است که عیسی مسیح را جلال دهد (یوحنا فصل ۱۶ آیه ۱۴). اما مطابق دیدگاه اسلام، پیامبر مسلمان برتر از عیسی و آخرین پیامبر است. در این صورت او عیسی را که پیش از او آمده و به عبارت دیگر در مرتبه پایین‌تری قرار دارد، جلال نمی‌دهد.
شش. سرانجام این که عیسی مسیح به صراحت بیان کرد که تسلی دهنده بعد از «اندک ایامی» خواهد آمد (اعمال رسولان فصل ۱ آیه ۵)، در حالی که تا ششصد سال بعد خبری از پیامبر اسلام نبود. چند روز بعد، روح القدس در روز پنطیکاست آمد (اعمال رسولان فصل دوم). مسیح به شاگردان گفت که در اورشلیم بمانید و منتظر روح القدس باشید (اعمال رسولان فصل ۱ آیه ۴). آیا شاگردان می‌توانستند قرن‌ها عمر کنند تا پیامبر اسلام را که در سرزمین دیگر و نه اورشلیم و سرزمین فلسطین، ظهور نمود، مشاهده کنند؟
با این توصیف، مسلمانان معتقدند که واژه یونانی «فارقلیط» مذکور در انجیل یوحنا فصل ۱۴ آیه ۱۶ به معنای احمد است. اما وقتی همین واژه را به دستگاه ترجمه گوگل (گوگل ترنسلیت) بدهید، چنین ترجمه می‌کند:”شفیع”، «میانجی»، «روح القدس». این دقیقاً همان کلمه ای است که در عهد جدید به کار برده شده. می‌توانید تلفظ آن را نیز بشنوید. مسیح وعده نزول روح القدس را داد و ده روز پس از صعود او، روح القدس بر رسولان نازل شد.
البته باید این را هم گفت که در انجیل یوحنا باب ۱۴ آیه ۱۶ و ۱۷ آمده
«اگر مرا دوست بدارید، احکام مرا نگاه خواهید داشت. و من از پدر خواهم خواست و او مدافعی دیگر به شما خواهد داد که همیشه با شما باشد، یعنی روحِ راستی که جهان نمی‌تواند او را بپذیرد، زیرا نه او را می‌بیند و نه می‌شناسد؛ امّا شما او را می‌شناسید، چرا که نزد شما مسکن می‌گزیند و در شما خواهد بود.
یوحنا ۱۴:۱۵‭-‬۱۷ NMV
https://bible.com/bible/118/jhn.14.15-17.NMV
در این‌جا می‌بینیم که صحبت از آمدن چیزی بعد از مسیح است اما عیسی می‌گوید جهان نمی‌تواند آن را ببیند و در جای دیگری از کتاب مقدس آمده‌است او همیشه با شما خواهد بود. قطعاً پیامبر اسلام را مردم زمان خودش دیدند و او تا ابد با مردم نماند و مرد پس می‌توان نتیجه گرفت که فارقلیط یک انسان نیست بلکه روح القدس است.

## دیگر کاربردها
برخی از جمله منتسر (مناتوس) در میانه سدهٔ دوم میلادی و مانی در سال ۲۱۰–۲۷۶ پس از میلاد ادعا کردند که فارقلیط موعود یوحنااند.
حدود سال ۱۵۶ میلادی، شخصی به نام مونتانوس ظهور کرد که دنیا پرستی مسیحیان و خودکامی اسقفها را در کلیسا تقبیح کرد، و خواستار بازگشت به سادگی و زهد مسیحیان نخستین برای محافل مذهبی شد. شاگردانش به او به عنوان فارقلیط موعود حضرت مسیح درود فرستادند. حوادثی این چنین نشاندهنده آن است که مسیحیان همیشه منتظر ظهور فارقلیط بوده‌اند.